# Ketelmeer
El Ketelmeer (que podría traducirse como lago de Ketel) es la lengua del lago IJsselmeer en la que actualmente desagua el río Isala, localizada entre los pólderes de Noordoostpolder y Flevoland Oriental. Es uno de los lagos de borde artificiales localizados en el centro de los Países Bajos, la mayoría del cual se encuentra en la provincia de Flevoland, aunque el delta del Isala está en Overijssel. Las riberas del lago pertenecen a los municipios de Dronten, Noordoostpolder y Kampen. Tiene una superficie de 35 km² y una profundidad media de 2,4 m solamente.
El lago fue ganado al mar cuando se realizaron los polders de Flevoland y se desecó en parte el IJsselmeer, separándolo de la región de la Veluwe, y forma parte de la serie de lagos periféricos utilizados para separar geohidrológicamente los pólderes bajos de Flevoland de las tierras más altas del continente. El Ketelmeer tiene una orientación este-oeste y se extiende en esta serie de lagos entre el IJsselmeer y el Drontermeer. Además, comunica por el este con el Zwarte Meer y el Vossemeer
Es atravesado por un puente basculante, el Ketelbrug o puente de Ketel, un puente de 800 m de longitud inaugurado el 15 de junio de 1970 por el que corre la A-6 que conecta el Noordoostpolder y Oostelijke Flevoland.
El 29 de agosto de 2000, una zona de 3.900 hectáreas del Ketelmeer y del cercano Vossemeer fueron declaradas sitio Ramsar (n.º ref. 1274).

## Contaminación

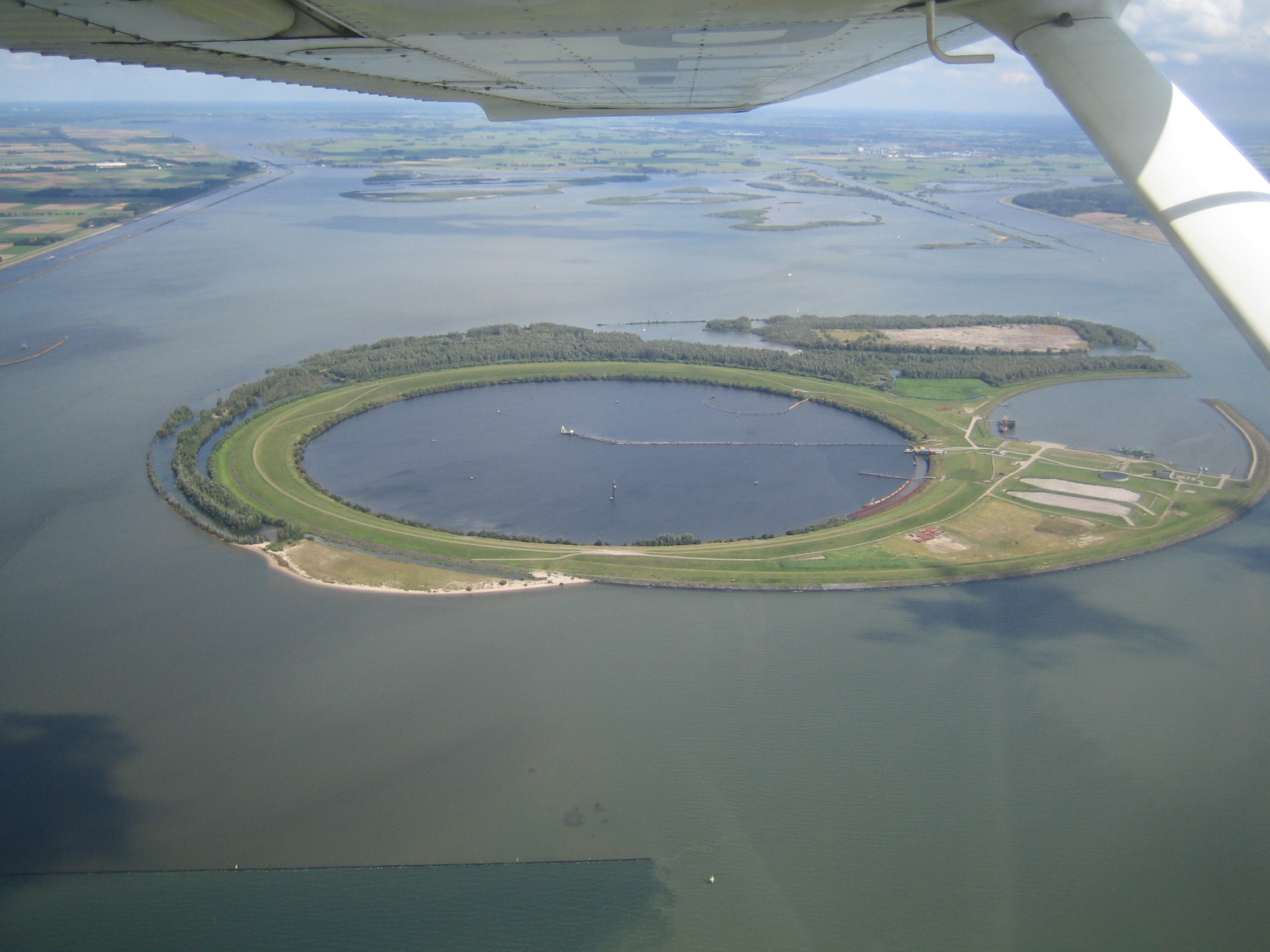
Vista del IJsseloog en el medio del Ketelmeer.

El suelo lacustre del Ketelmeer está severamente contaminado por una capa de sedimentos con un espesor de unos 50 cm. El limo contiene hidrocarburos aromáticos policíclicos (HAP), bifenilos policlorados (PCB) y metales pesados (ETM) y se desplaza lentamente hacia el IJsselmeer. Para evitar la contaminación del IJsselmeer, fue construida entre 1996-99 una isla artificial-depósito de limos, el IJsseloog, de un kilómetro de diámetro, en el medio del Ketelmeer. Este depósito tiene una capacidad para 20 hm³  de sedimentos contaminados. El fondo de este depósito se compone de una gruesa capa de arcilla y los diques serán sellados con una capa antifugas.
Una vez que finalice la recuperación del Ketelmeer, se va a excavar un canal con el fin de restablecer el acceso al IJssel para los buques con un calado de 3,50 m. La arcilla y arena extraídas para la creación del canal se utilizaran para la construcción de un delta de agua dulce en la desembocadura del IJssel, la futura zona natural de IJsselmonding.